# Bengt Mohrberg
Bengt Morberg (Västerås, 1897. június 1. – Västerås, 1968. szeptember 26.) olimpiai bajnok svéd tornász.
Az 1920. évi nyári olimpiai játékokon indult tornában és a svéd rendszerű csapat összetettben aranyérmes lett.
Klubcsapata a Västerås GF volt.